# Zheng
Pour les articles homonymes, voir Zheng (homonymie).
-806–-375
Entités précédentes :
- Dynastie Zhou

Entités suivantes :
- Han

Zheng (鄭) est une ancienne cité-État Zhou du centre de la Chine, actuellement province du Henan.

## Fondation
Le pays de Zheng, est à l'origine fondée en 806 av. J.-C. par le duc Huan de Zheng (en), frère du roi Xuan des Zhou.

## Déclin

### Convulsions internes
Les intrigues politiques affaiblirent considérablement l'état de Zheng. Dans les derniers moments de l'état de Zheng, l'autorité des ducs de Zheng, est minée par les intrigues et les conflits politiques entre ministres et hauts dignitaires. D'ailleurs, trois des quatre derniers ducs furent en outre, assassinés. Pour cela, l'état de Zheng se trouvait à être politiquement déstabilisé.

### Destruction de Zheng
À la fin du Ve siècle av. J.-C., le pays de Han cherchait à détruire Zheng, mais n'y parvint pas. Deux tentatives d'invasions sont repoussées par l'armée de Zheng.  La troisième fut la bonne, mais au prix de lourdes pertes. Le pays de Han, alors à son apogée, eu toutes les misères du monde à vaincre un état en état de déclin avancé. Zheng est annexée par l’État de Han en 375 av. J.-C..

## Listes des souverains de Zheng
- Duc Huan de Zheng (en) (鄭桓公) (806-771 av. J.-C.) ;
- Duc Wu de Zheng (zh) (鄭武公) (770-744 av. J.-C.) ;
- Duc Zhuang de Zheng (en) (鄭莊公) (743-701 av. J.-C.) ;
- Duc Zhao de Zheng (zh) (鄭昭公) (701 av. J.-C.), 1er règne ;
- Duc Li de Zheng (zh) (鄭厲公) (700-697 av. J.-C.), 1er règne ;
- Duc Zhao de Zheng (zh) (鄭昭公) (696-695 av. J.-C.), 2ème règne ;
- Zheng Ziqian (zh) (公子亹) (694 av. J.-C.) ;
- Zheng Ziying (zh) (鄭子) (693-680 av. J.-C.) ;
- Duc Li de Zheng (zh) (鄭厲公) (679-673 av. J.-C.), 2ème règne ;
- Duc Wen de Zheng (zh) (鄭文公) (672-628 av. J.-C.) ;
- Duc Mu de Zheng (zh) (鄭穆公) (627-606 av. J.-C.) ;
- Duc Ling de Zheng (zh) (鄭靈公) (605 av. J.-C.) ;
- Duc Xiang de Zheng (zh) (鄭襄公) (604-587 av. J.-C.) ;
- Duc Dao de Zheng (zh) (鄭悼公) (586-585 av. J.-C.) ;
- Duc Cheng de Zheng (zh) (鄭成公) (584-581 av. J.-C.), 1er règne ;
- Duc Xi de Zheng (zh) (鄭僖公) (581 av. J.-C.), 1er règne ;
- Duc Cheng de Zheng (zh) (鄭成公) (581-571 av. J.-C.), 2ème règne ;
- Duc Xi de Zheng (zh) (鄭僖公) (570-566 av. J.-C.), 2ème règne ;
- Duc Jian de Zheng (zh) (鄭簡公) (565-530 av. J.-C.) ;
- Duc Ding de Zheng (zh) (鄭定公) (529-514 av. J.-C.) ;
- Duc Xian de Zheng (zh) (鄭獻公) (513-501 av. J.-C.) ;
- Duc Sheng de Zheng (zh) (鄭聲公) (500-463 av. J.-C.) ;
- Duc Ai de Zheng (zh) (鄭哀公) (462-455 av. J.-C.) ;
- Duc Gong de Zheng (zh) (鄭共公) (455-424 av. J.-C.) ;
- Duc You de Zheng (zh) (鄭幽公) (423 av. J.-C.) ;
- Duc Xu de Zheng (zh) (鄭繻公) (422-396 av. J.-C.) ;
- Duc Kang de Zheng (zh) (鄭康公) (395-375 av. J.-C.) ;